# Niezależna Partia Narodowa (1880)
Niezależna Partia Narodowa (chorw. Neovisna narodna stranka) – chorwacka partia polityczna działająca od 1880 roku do początku XX wieku.
Partia powstała wskutek rozłamu w Partii Narodowej w 1880 roku, spowodowanego niezadowoleniem części działaczy z coraz większego udziału działaczy stronnictwa w zaostrzaniu stosunków chorwacko-serbskich, mimo jugoslawistycznego programu. Na jej czele stanął Matija Mrazović, wydawała czasopismo "Obzor", od którego tytułu jej działaczy nazywano "obzoraszami". Partia ta stopniowo jednak traciła wpływy na rzecz Partii Prawa.